# Thermoniphas bibundana
Thermoniphas bibundana är en fjärilsart som beskrevs av Karl Grünberg 1911. Thermoniphas bibundana ingår i släktet Thermoniphas och familjen juvelvingar. Inga underarter finns listade i Catalogue of Life.